# Molophilus editus
Molophilus editus är en tvåvingeart som beskrevs av Alexander 1928. Molophilus editus ingår i släktet Molophilus och familjen småharkrankar.
Artens utbredningsområde är Taiwan. Inga underarter finns listade i Catalogue of Life.